# Caccobius mirabilepunctatus
Caccobius mirabilepunctatus är en skalbaggsart som beskrevs av Yves Cambefort 1971. Caccobius mirabilepunctatus ingår i släktet Caccobius och familjen bladhorningar. Inga underarter finns listade.